# Zyklon Fani
Extremely Severe Cyclonic Storm Fani (bengalisch ফণী Phaṇī ['fɒniː], deutsch ‚Maske einer Schlange‘, englisch hood of a snake) war ein Zyklon im Golf von Bengalen, der sowohl die Ostküste von Indien als auch Bangladesch gefährdete. Der zweite benannte Sturm der Saison und erste schwere zyklonische Sturm der Zyklonsaison im Nordindik 2019 hat seinen Ursprung in einer tropischen Depression, die sich am 26. April 2019 westlich von Sumatra im Indischen Ozean bildete.
Das System wanderte langsam westwärts in ein für die Intensivierung günstiges Umfeld. Zwei Tage später hatte es sich so weit verstärkt, dass es als zyklonischer Sturm eingestuft wurde und vom Regional Specialized Meteorological Centre in Neu-Delhi den Namen Fani erhielt. Der Sturm zog nordwärts und hatte dabei mit mäßiger vertikaler Windscherung zu kämpfen, die seine Entwicklung behinderte. Nachdem Fani das Gebiet mit der Windscherung verlassen hatte, setzte eine rapide Intensivierung ein. Bis zum 30. April verstärkte sich Fani zunächst zum ersten schweren zyklonischen Sturm der Saison und danach in einen extrem schweren zyklonischen Sturm.
Der Name Fani wurde von Bangladesch vorgeschlagen.

## Sturmverlauf

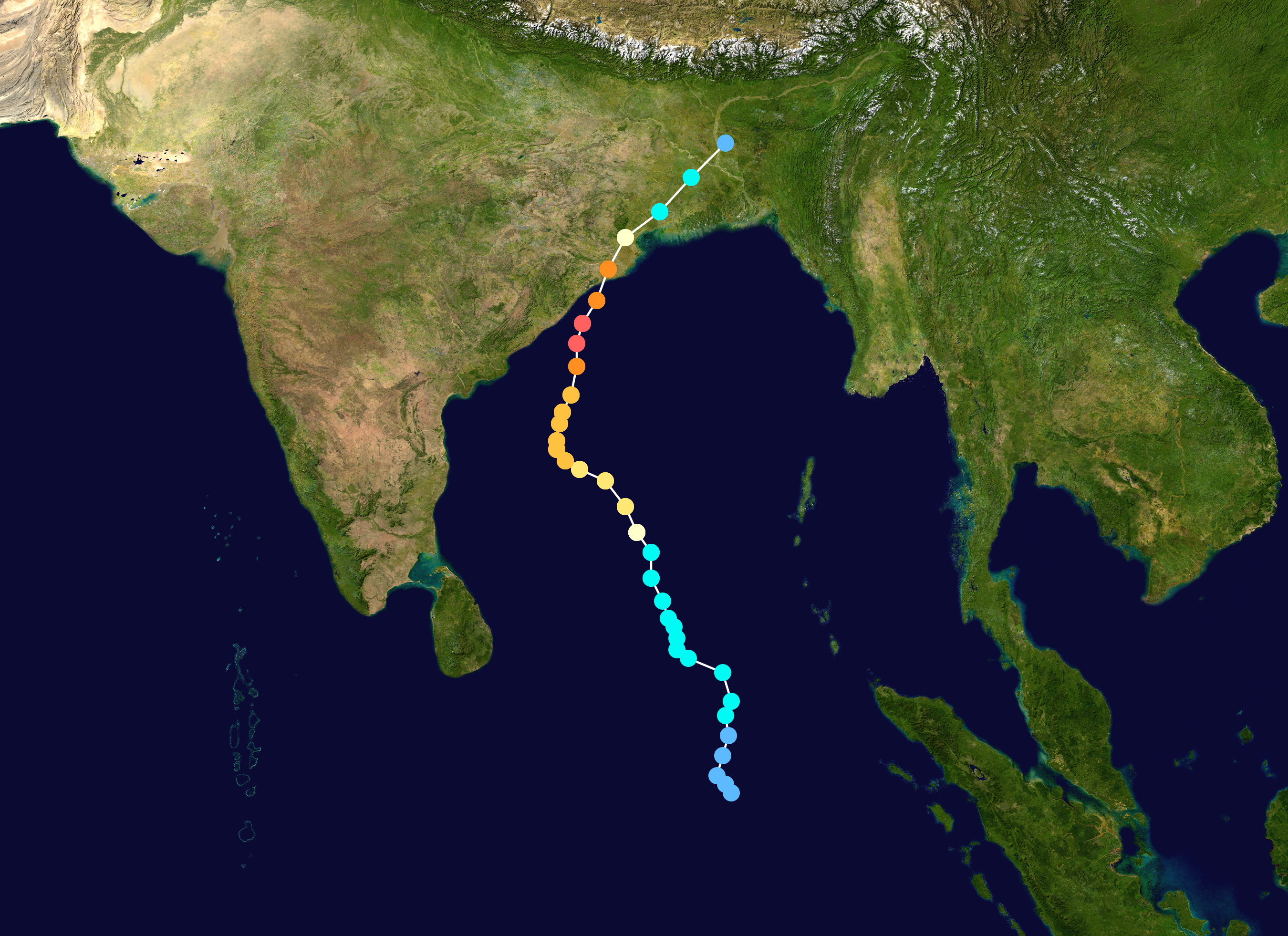
Zugbahn des Zyklons

Das India Meteorological Department (IMD) begann mit der Verfolgung einer tropischen Depression westlich von Sumatra und klassifizierte sie als BOB 02. Einige Stunden später gab das Joint Typhoon Warning Center (JTWC) einen Tropical Cyclone Formation Alert aus. Das System verstärkte sich langsam, während es nordwärts zog, und wurde am 27. April um 00:00 Uhr UTC zur Deep Depression hochgestuft. Zu dem Zeitpunkt nahm das JTWC unter der Bezeichnung 01B auch Warnungen zu dem System auf. Sechs Stunden später stufte das IMD das System zum zyklonischen Sturm hoch und vergab den Namen Fani.
Das System setzte seine Intensivierung an dem Tag noch bis 18:00 Uhr UTC fort. Dann stagnierte die Entwicklung rund einen Tag lang, da die Konvektion um das Sturmzentrum abflaute. Fani begann am 29. April gegen 12:00 Uhr UTC erneut an Stärke zu gewinnen, sodass das IMD Fani zu einem schweren zyklonischen Sturm hochstufte. Es setzte eine Phase rapider Intensivierung ein, da sich Fani in einer sehr günstigen Umgebung befand, in der die Meeresoberflächentemperatur sich im Bereich 30–31 °C bewegte und die vertikale Windscherung gering war. Folglich stufte das JTWC Fani spät am 29. April zu einem Kategorie-1-äquivalenten Zyklon hoch, und am 30. April gegen Null Uhr UTC stufte das RSMC Fani zu einem sehr schweren zyklonischen Sturm hoch.
Das System organisierte sich weiterhin besser, und enge Spiralbänder wickelten sich um das Auge, sodass Fani vom IMD gegen 12:00 Uhr UTC zum extrem schweren zyklonischen Sturm aufgestuft wurde, während das JTWC den Zyklon äquivalent in die Kategorie 3 hochsetzte. Außerdem schwenkte der Zyklon von einer nordwestlichen auf eine fast genau nördliche Zugrichtung.
In den folgenden Tagen setzte sich die Entwicklung langsamer fort. Auf dem Satellitenbild waren nur geringe Verstärkungen erkennbar. Am 2. Mai wurde die Wolkendecke symmetrischer und das Auge zeichnete sich deutlicher ab, sodass das JTWC Fani am 2. Mai um 06:00 Uhr UTC in die Kategorie 4 hochstufte. Kurze Zeit später setzte erneut eine Periode rapider Intensivierung ein, und Fani erreichte andauernde einminütige Windgeschwindigkeiten von 250 km/h und war damit knapp unter der Schwelle zu einem kategorie-5-äquivalenten Zyklon.

## Klimatologie
In den 127 Jahren zwischen 1891 und 2017 haben sich im Golf von Bengalen nur 14 schwere tropische Zyklone im April gebildet. Zyklon Fani ist erst der zweite dieser Stürme, der das indische Festland erreichte. Der folgenschwerste Zyklon, der sich im April bildete, war Zyklon Nargis, der am 2. Mai 2008 auf eine nicht an die Auswirkungen von tropischen Wirbelstürmen gewöhnte Region von Myanmar traf. Durch die Auswirkungen von Nargis kamen mehr als 130.000 Menschen um, und der Sachschaden summierte sich auf über 12,9 Milliarden US-Dollar (in Preisen von 2008).

## Vorbereitungen
Am 30. April ging das India Meteorological Department davon aus, dass Fani die Küste von Odisha am Nachmittag des 3. Mai südlich von Puri, zwischen Gopalpur und Chandbali, mit Windgeschwindigkeiten von 175 bis 185 km/h überquert und eine Sturmflut von 1,5 m über dem astronomischen Gezeitenhochwasser erreicht. In Odisha wurden die Fischer aufgefordert, nicht auf See hinauszufahren. Das IMD empfahl, küstennahe Bereiche umfassend zu evakuieren und den Straßen- und Eisenbahnverkehr auszusetzen. Die indische Regierung hat deswegen vor dem Eintreffen des Zyklons Marinetaucher und Ärzte auf Schiffen der indischen Marine vor Visakhapatnam und Chennai in Position gebracht, um diese schnell in Einsatz zu bringen. Marine und Luftwaffe wurden in Bereitschaft versetzt. Außerdem wurden im Bundesstaat 880 Mehrzwecknotunterkünfte für insgesamt eine Million Personen in Bereitschaft versetzt. Die National Disaster Response Force hat vor dem Sturm 41 Teams mit je 45 Personen in die Bundesstaaten Andhra Pradesh, Westbengalen und Odisha entsandt und 13 weitere Einheiten in Abrufbereitschaft versetzt.

## Auswirkungen und Folgen
Durch die Auswirkungen des Zyklons wurden mindestens 56 Pesonen getötet; 34 in Odisha, und 8 in Uttar Pradesh; in Bangladesch kamen 14 Personen um. Zu den Ursachen der Todesfälle gehören Blitzschlag,  umstürzende Bäume, herumfliegende Trümmer sowie Herzinfarkt durch sturmbedingten Stress.

## Belege
1. 1 2   How Cyclone Fani got its name In: Dhaka Tribune, 2. Mai 2019 (englisch).
2. ↑  Cyclone Fani May Intensify Further, Heads Towards Odisha Coast: 10 Points. NDTV, 30. April 2019, abgerufen am 1. Mai 2019 (englisch).
3. ↑   ঘূর্ণিঝড়ের ফণী নামটি কোথা থেকে এলো?, BBC Bangla, 30. April 2019. Abgerufen am 3. Mai 2019 (bengalisch).
4. ↑  Joint Typhoon Warning Center: Tropical Cyclone Formation Alert. Naval Meteorology and Oceanography Command, 26. April 2019, archiviert vom Original am 30. April 2019; abgerufen am 1. Mai 2019 (englisch).
5. ↑  TC Advisory 1. India Meteorological Department, 27. April 2019, archiviert vom Original am 30. April 2019; abgerufen am 1. Mai 2019 (englisch).
6. ↑  Joint Typhoon Warning Center: Tropical Cyclone 01B Warning 001. Naval Meteorology and Oceanography Command, 27. April 2019, archiviert vom Original am 30. April 2019; abgerufen am 1. Mai 2019 (englisch).
7. ↑  TC Advisory 2. In: India Meteorological Department. 27. April 2019, archiviert vom Original am 30. April 2019; abgerufen am 1. Mai 2019 (englisch).
8. ↑  TC Advisory 4. India Meteorological Department, 28. April 2019, archiviert vom Original am 30. April 2019; abgerufen am 1. Mai 2019 (englisch).
9. ↑  TC Advisory 11. India Meteorological Department, 29. April 2019, archiviert vom Original am 30. April 2019; abgerufen am 1. Mai 2019 (englisch).
10. ↑  Joint Typhoon Warning Center: Tropical Cyclone 01B (Fani) Warning 012. Naval Meteorology and Oceanography Command, 29. April 2019, archiviert vom Original am 30. April 2019; abgerufen am 1. Mai 2019 (englisch).
11. ↑  TC Advisory 13. India Meteorological Department, 30. April 2019, archiviert vom Original am 30. April 2019; abgerufen am 1. Mai 2019 (englisch).
12. ↑  Joint Typhoon Warning Center: Tropical Cyclone 01B (Fani) Warning 015. Naval Meteorology and Oceanography Command, 30. April 2019, archiviert vom Original am 30. April 2019; abgerufen am 1. Mai 2019 (englisch).
13. ↑  TC Advisory 15. India Meteorological Department, 30. April 2019, archiviert vom Original am 30. April 2019; abgerufen am 1. Mai 2019 (englisch).
14. ↑  Joint Typhoon Warning Center: Tropical Cyclone 01B (Fani) Warning 016. Naval Meteorology and Oceanography Command, 30. April 2019, archiviert vom Original am 30. April 2019; abgerufen am 1. Mai 2019 (englisch).
15. ↑  Joint Typhoon Warning Center: Tropical Cyclone 01B (Fani) Warning 022. Naval Meteorology and Oceanography Command, 2. Mai 2019, archiviert vom Original am 2. Mai 2019; abgerufen am 3. Mai 2019 (englisch).
16. ↑  Joint Typhoon Warning Center: Tropical Cyclone 01B (Fani) Warning 023. Naval Meteorology and Oceanography Command, 2. Mai 2019, archiviert vom Original am 2. Mai 2019; abgerufen am 3. Mai 2019 (englisch).
17. ↑  Bob Henson: Northeast India Keeps an Eye on Rapidly Strengthening Fani. Wunderground, 30. April 2019, abgerufen am 1. Mai 2019 (englisch).
18. ↑   Cyclone 'Fani' intensifies into 'extremely severe cyclonic storm' In: Times of India, 30. April 2019. Abgerufen am 1. Mai 2019 (englisch).
19. ↑  Prashant K. Nanda:  Cyclone Fani claims 34 lives as a battered Odisha takes stock of damage, Livemint, 5. Mai 2019. Abgerufen am 6. Mai 2019 (englisch).
20. ↑   Lightning kills 8 in Uttar Pradesh, New Indian Express, 3. Mai 2019. Abgerufen am 6. Mai 2019 (englisch).
21. ↑   Cyclone Fani: 14 killed in 8 districts, Dhaka Tribune, 24. Mai 2019. Abgerufen am 6. Mai 2019 (englisch).
22. ↑  Associated Press:  Cyclone Fani kills at least 15 as it moves to Bangladesh In: Khaleej Times, 5. Mai 2019. Abgerufen am 6. Mai 2019 (englisch).